# جون تشين يونغ
جون تشين يونغ (بالإنجليزية: John Chin Young)‏ هو رسام أمريكي، ولد في 26 مارس 1909 في هونولولو في الولايات المتحدة، وتوفي في ديسمبر 1997.